# Tantilla wilcoxi
Tantilla wilcoxi – gatunek północnoamerykańskiego węża z rodziny połozowatych (Colubridae).

## Systematyka
Węże te zalicza się do rodziny połozowatych, do której zaliczano je od dawna. Starsze źródła również umieszczają Tantilla w tej samej rodzinie Colubridae, używając jednak dawniejszej polskojęzycznej nazwy: wężowate albo węże właściwe. Poza tym Colubridae zaliczają do infrapodrzędu Caenophidia, czyli węży wyższych. W obrębie rodziny rodzaj Tantilla należy natomiast do podrodziny Colubrinae.

## Rozmieszczenie geograficzne
Tantilla wilcoxi występuje w Meksyku i Stanach Zjednoczonych Ameryki. O ile w pierwszym z wymienionych krajów jego obecność odnotowały liczne stany (Sinaloa, Durango, San Luis Potosí, Nuevo León), na terenie USA widuje się go tylko w Arizonie.
Tereny, na których żyje ten gatunek, leżą na wysokości pomiędzy 910 i 2440 m n.p.m.
Osobniki bytują pod kłodami, powalonymi roślinami, kamieniami. Jego siedliska to otwarte, wystawione na światło słoneczne zbocza, zacienione kaniony na obszarach trawiasto-pustynnych, w lasach porośniętych sosną i dębem, a także wiecznie zielonych.

## Zagrożenia i ochrona
Nie wiadomo, ile sztuk liczy sobie populacja tego gatunku. Liczba dorosłych osobników przypuszczalnie przekracza 10 000. Wszystko wskazuje na to, że utrzymuje się ona na stabilnym poziomie. Obecnie nie ma dla niej żadnych poważnych zagrożeń.